# Chrysotus viridifemoratus
Chrysotus viridifemoratus är en tvåvingeart som beskrevs av Roser 1840. Chrysotus viridifemoratus ingår i släktet Chrysotus och familjen styltflugor. Inga underarter finns listade i Catalogue of Life.